# Генерал-губернаторство Варшава
Генерал-губернаторство Варшава (нем. Generalgouvernement Warschau) — административный гражданский округ в составе Германской империи во время Первой мировой войны. Охватывало северо-западную часть бывшего Царства Польского.

## История
До 1915 года территории германского генерал-губернаторства Варшавы и австро-венгерского генерал-губернаторства Люблин входили в состав военного командования Ober Ost. После осеннего наступления в 1915 году территория получила особый контроль. Генерал-губернатором Варшавы был полковник Ганс Хартвиг фон Безелер, занимавший свой пост до окончания существования административной единицы. Штаб-квартира генерал-губернаторства располагалась в Королевском замке в Варшаве, а резиденция генерал-губернатора находилась во дворце Бельведер там же.
18 октября 1916 года было введено совместное управление на всей территории бывшего Царства Польского во главе с Вольфгангом фон Крисом (нем. Wolfgang von Kries). 9 декабря был основан польский Центральный банк, эмитирующий новую валюту — польскую марку.